# 174
174 (CLXXIV) var ett normalår som började en fredag i den julianska kalendern.

## Händelser

### Okänt datum
- Marcus Aurelius besegrar quaderna.
- Marcus Aurelius skriver, på grekiska under sitt fälttåg, Meditationer.
- Sedan Soter har avlidit väljs Eleutherus till påve (detta eller nästa år).
- Satavahanakungen av Andhra, Yajnashri Satakarni, inleder sitt styre över Indien. Han utökar sitt rike från centrala till norra Indien.

## Födda
- Zhuge Jin, tjänsteman i kungariket Wu, äldre bror till Zhuge Liang

## Avlidna
- Soter, påve sedan 166 eller 167 (död detta eller nästa år)